# Görbeyaz
Görbeyaz ist ein Ortsteil (Mahalle) im Landkreis Kozan der türkischen Provinz Adana mit 159 Einwohnern (Stand: Ende 2024). Im Jahr 2011 zählte der Ort 295 Einwohner.